# Płucnik modry

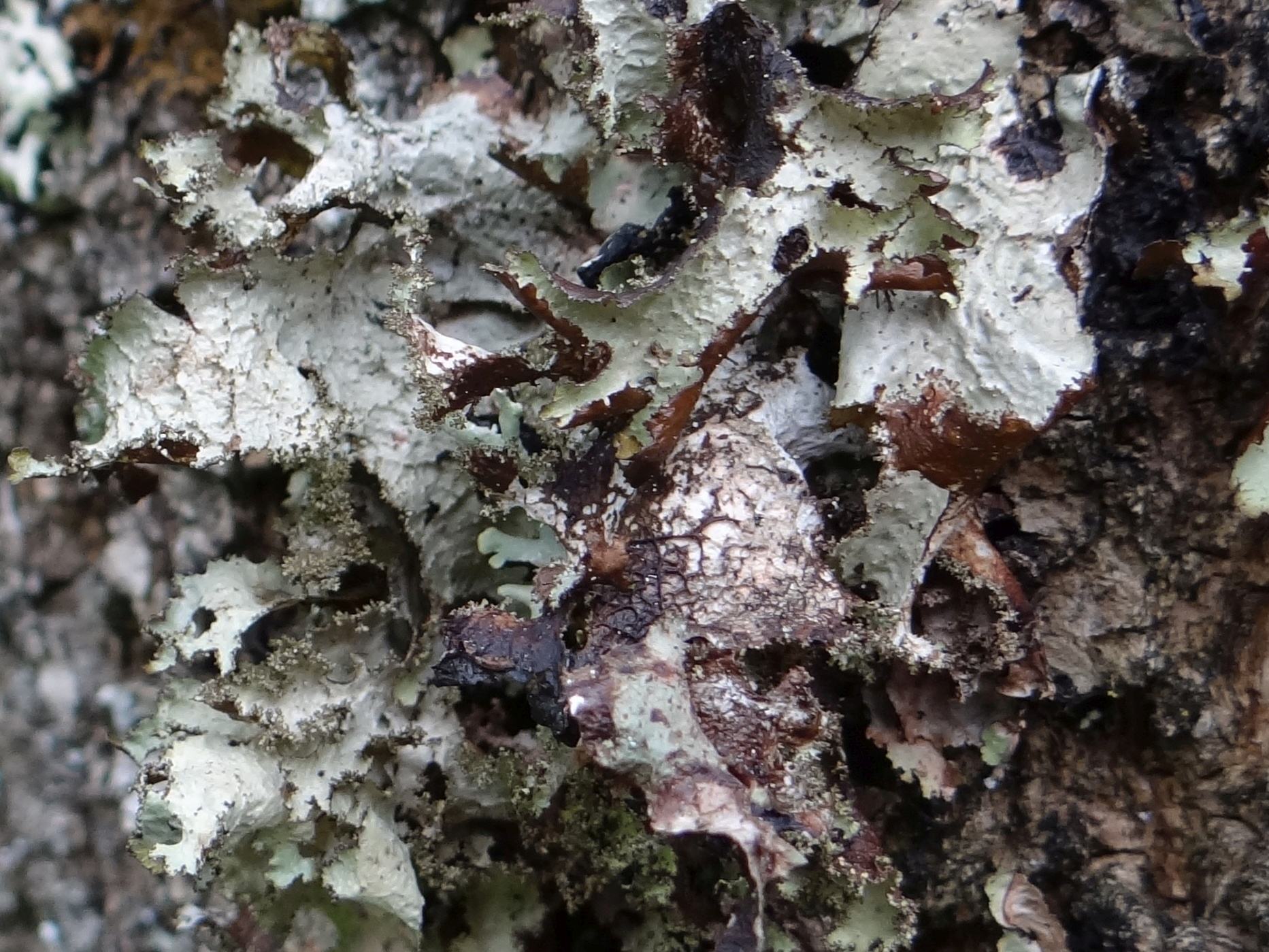
Odcinki plechy z soraliami na brzegach

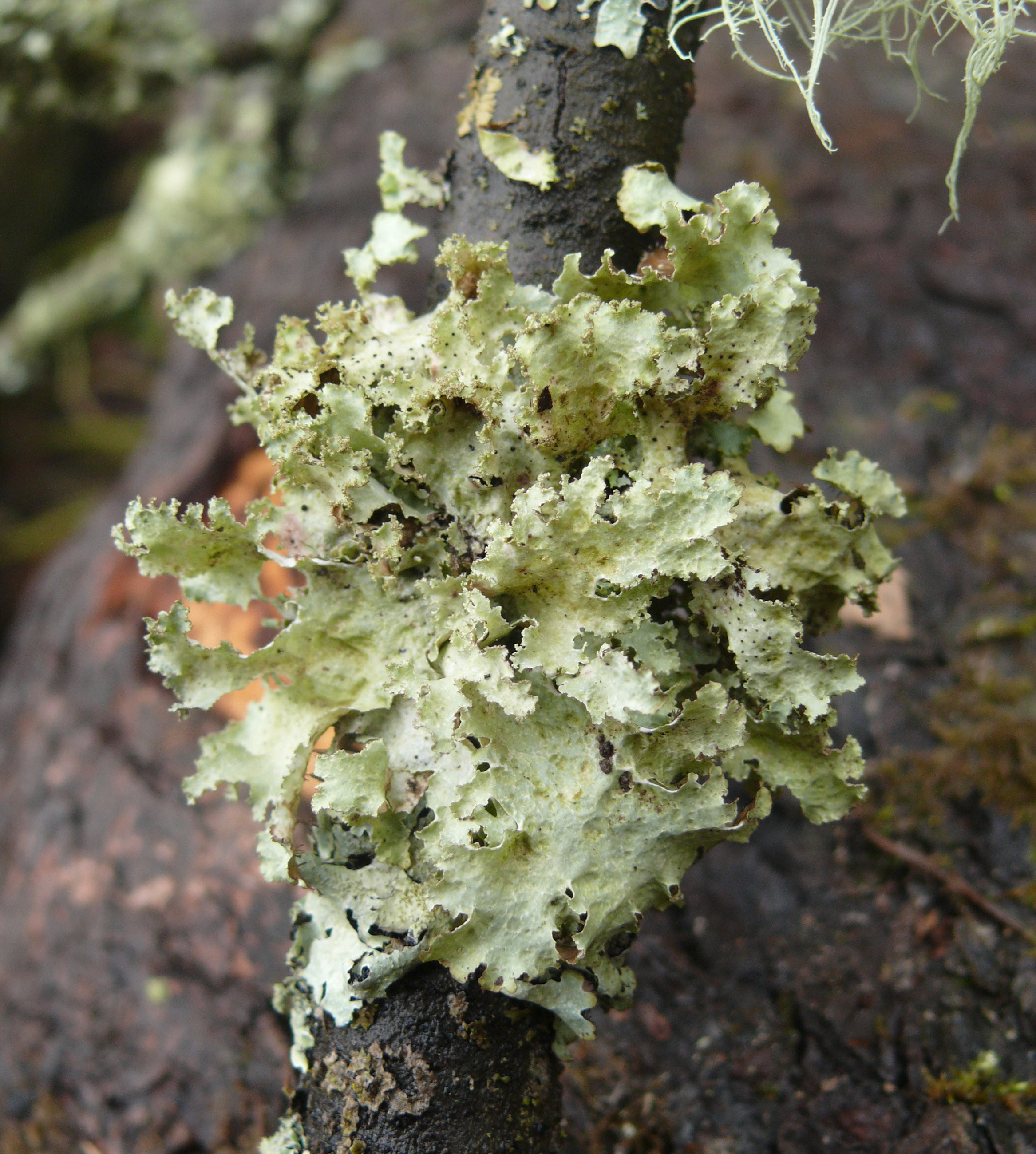

Płucnik modry, płucnica modra (Platismatia glauca (L.) W.L. Culb. & C.F. Culb.) – gatunek grzybów należący do rodziny taczownicowatych (Parmeliaceae). Ze względu na współżycie z glonami zaliczany jest do porostów. 

## Systematyka i nazewnictwo
Pozycja w klasyfikacji według Index Fungorum: Platismatia, Parmeliaceae, Lecanorales, Lecanoromycetidae, Lecanoromycetes, Pezizomycotina, Ascomycota, Fungi.
Po raz pierwszy opisany został w 1753 r. przez Karola Linneusza jako Lichen glaucus (w tłumaczeniu na jęz. polski: porost modry). Obecną, uznaną przez Index Fungorum nazwę nadali mu W.L. Culb. i C.F. Culb. w1968 r.
Ma ponad 30 synonimów nazwy naukowej. Niektóre z nich:
- Cetraria glauca (L.) Ach. 1803
- Parmelia glauca (L.) Hepp 1824
- Platysma glaucum (L.) Frege 1812

Nazwa polska według Krytycznej listy porostów i grzybów naporostowych Polski. 

## Charakterystyka
Średniej wielkości plecha listkowata (3–10 cm), zazwyczaj o nieregularnym kształcie, czasami tylko rozetkowata. Do podłoża przylega luźno, większa jej część odstaje od podłoża. Jest głęboko wcinana, jej odcinki mają szerokość  0,5–2(3) cm, długość 1–4 cm, brzegi wzniesione i pofałdowane. Powierzchnia górna ma zazwyczaj barwę niebieskawoszarą lub zielonawoszarą, rzadziej brunatnawoszarą. Barwa plechy zależy od pogody (sucha, czy po deszczu), oraz od ilości docierającego światła. Zazwyczaj na brzegach plechy znajdują się wargowe soralia i urwistki, czasami także wyrastają one na pofałdowanych łatkach. Soralia mają półksiężycowaty kształt, urwistki początkowo są białe i ziarniste, z czasem stają się brązowe. Dolna strona plechy w środkowej części jest czarna lub czarnobrunatna, na obwodzie jaśniejsza. Jest delikatnie żyłkowana i posiada nieliczne chwytniki.
Górna kora plechy ma grubość 10–25 μm, biały rdzeń 60–200 μm, dolna kora 16–25 μm. Chwytniki są brązowe lub czarne, proste lub rozgałęzione. Reakcje barwne: kora K+ żółty, C–, KC–, P+ żółty; rdzeń K–, C–, KC–, P–.
Owocniki pojawiają się bardzo rzadko. Mają średnicę do 10 mm, czerwonobrunatne tarczki i cienki, zanikający brzeżek. W jednym worku powstaje po 8 bezbarwnych, jednokomórkowych askospor o rozmiarach 6–8 × 4–5 μm. Hymenium ma grubość 35–56 μm. Pyknidiów brak.
Metabolity wtórne: w korze występuje atranorin i chloroatranorin.

## Występowanie i siedlisko
Występuje na wszystkich kontynentach z wyjątkiem Antarktydy i Australii, także na niektórych wyspach. W Polsce występuje na obszarze całego kraju i jest dość częsty. Częściej występuje w górach i w zachodniej części kraju.  W Polsce był gatunkiem ściśle chronionym, od 9 października 2014 r. został wykreślony z listy gatunków porostów chronionych.
Spotykany jest tylko w dużych kompleksach leśnych. Rośnie na korze drzew, głównie liściastych, na iglastych rzadziej. Czasami rośnie także na drewnie lub mchach.

## Gatunki podobne
Charakterystycznymi cechami płucnika modrego jest odstająca od podłoża delikatna i pofalowana plecha bez pseudocyfelli, a z soraliami na brzegach. Może być mylony z nibypłucnikiem wątpliwym (Cetrelia olivetorum), ten jednak ma na górnej powierzchni pseudocyfelle, lub niektórymi gatunkami kobierników (Parmotrema), te jednak mają delikatne rzęski i inne reakcje barwne z odczynnikami.